# Ofília (gens)
Ofília (em latim: Ofilia, Ofillia, pl. Ofilii) ou Ofélia (Ofellia),  era uma família plebeia na Roma Antiga. O membro mais ilustre dessa família foi o jurista Aulo Ofílio, amigo tanto de César como de Cícero.

## Origem
O nome Ofílio aparece pela primeira vez na história durante o período das Guerras Samnitas, tanto como um prenome quanto como nome entre os samnitas, mas no século I a.C. indivíduos desta gens são encontrados em Roma. Como nome, Ofílio pode ser considerado um sobrenome patronímico baseado no prenome existente. Entretanto, o professor George Davis Chase sugere uma derivação de Ófela, um cognome formado como um diminutivo de offa, "um pedaço". 

## Membros
- Ofílio Calávio, um líder da região da Campânia durante as Guerras Samnitas, embora neste caso Ofílio pareça ser seu prenome. [3]
- Aulo Ofílio, [ii] um eminente jurista do século I a.C., com quem César, Cícero e Ático conheciam bem. Foi aluno de Sérvio Sulpício Rufo e tutor de Túbero, Capito e Labeo.[4][5] [6] [7] [8]
- Ofílio, um tribuno militar servindo sob o comando de Otaviano na época do motim dos soldados em 36 a.C. Ofílio rejeitou as ofertas de honras militares de Otaviano como recompensa pelo serviço prestado. Posteriormente, ele desapareceu. [9] [10]
- Marco Ofílio Hilaro, um ator cuja morte foi comentada por Plínio, o Velho. Ele faleceu num jantar de aniversário, oferecido por ele mesmo, tão rápida e indolor que passou algum tempo antes que alguém descobrisse que ele estava morto.[11]
- Ofélio, um filósofo mencionado por Arriano. [12]
- Ofílio Macedo, um dos quindecênviro dos fatos sagrados em 204 D.C.[13]
- Aulo Ofélio Macedo, tribuno militar da I Legião Minérvia, que posteriormente se tornou governador do Epiro, depois da Bitínia e do Ponto. [13]
- Ofílio Máximo, patrono dos municípios (patronus municipii) de Trivento em Sâmnio. [14] [13]